# Tilia euchlora
Tilia euchlora là một loài thực vật có hoa trong họ Cẩm quỳ. Loài này được K.Koch miêu tả khoa học đầu tiên năm 1866.